# Picuí
Picuí é um município brasileiro do estado da Paraíba, localizado na Região Geográfica Imediata de Cuité-Nova Floresta. De acordo com o censo realizado pelo IBGE (Instituto Brasileiro de Geografia e Estatística) no ano de 2010, sua população era de 18 222 habitantes, enquanto que que sua estimativa de 2019 era de 18 703 habitantes. Área territorial de 661 km².
Caracterizada pelas festas tradicionais, como o São Pedro, a Festa de São Sebastião (padroeiro da cidade) e a festa da carne de sol.

## Etimologia
Conforme o Dicionário de Tupi Antigo, o nome do município vem do tupi piku'i, nome de uma ave da família dos Columbídeos (que inclui pombos, rolas, etc.)

## História
Os primeiros registros para a incursão da colonização de Picuí ocorreram entre 1704 e 1706, quando o Presidente da Província da Paraíba era Fernando Barros Vasconcelos. No dia 26 de dezembro de 1704, Dona Isabel da Câmara, Capitão Antônio de Mendonça Machado, Alferes Pedro de Mendonça Vasconcelos e Antônio Machado requereram, e obtiveram por sesmaria, três léguas de terra (18 km) no riacho chamado Pucuhy. 
Posteriormente, no início do século XIX, outras famílias que vinham dos estados vizinhos requereram e obtiveram sesmarias nesta região, onde implantaram propriedades e algumas fazendas de gado.
Entre 1750 e 1760, novas correntes de povoamento se registraram com a aquisição de algumas propriedades, que tinham sido instaladas pelos primitivos. O povoamento inicial da região ocorreu onde hoje se encontra o município de Pedra Lavrada, tendo sido construída a primeira capela em 1760. 
No ano de 1856, o Nordeste brasileiro foi cenário de uma terrível epidemia de cólera-morbo, que matou milhares de pessoas. Portanto, os moradores da região, assustados com a mortandade e liderados pelo Coronel José Ferreira de Macedo, decidiram recorrer ao Mártir São Sebastião e juntos fizeram uma promessa ao santo. Após constatarem que não havia mais o surto da doença, começaram a construir a capela de São Sebastião, hoje elevada à matriz de São Sebastião, padroeiro da cidade. 
Paralelamente à construção da capela, o Coronel construiu a primeira casa do povoado, conhecida como "A Venda Grande". Ele ocupou o cargo de fiscal e, com o seu prestígio, conseguiu trazer para o aglomerado o primeiro mestre-escola, o primeiro costureiro de roupas masculinas e o primeiro mestre de música. Dizem até que foi ele quem sugeriu o acréscimo de Triunfo ao nome de São Sebastião. Por isso, o Coronel José Ferreira de Macedo é considerado o autêntico fundador de Picuí.
No dia 3 de setembro de 1857, o Padre Francisco de Holanda Chacon, de Areia, celebrou a primeira missa e, em volta da capela, surgiu o povoado de São Sebastião do Triunfo.
Em 1874, através da Lei Provincial nº 597 de 26 de novembro, foi criado o Distrito de Paz da Povoação de São Sebastião do Triunfo. O distrito passou a chamar-se apenas de Triunfo. Mas, em 1888, quando a povoação foi elevada à categoria de vila pela Lei Provincial nº 876 de 27 de novembro, o nome passou a ser Picuhy.
O município de Picuí foi criado pelo Decreto nº 323 de 27 de janeiro de 1902, sendo instalado no dia 9 de março, a Lei Estadual nº 212 de 29 de outubro de 1904 mudou a sede do município de Cuité para Picuí. No ano de 1924, em 18 de março, Picuí passou ao posto de cidade através da Lei Estadual nº 599.

## Geografia

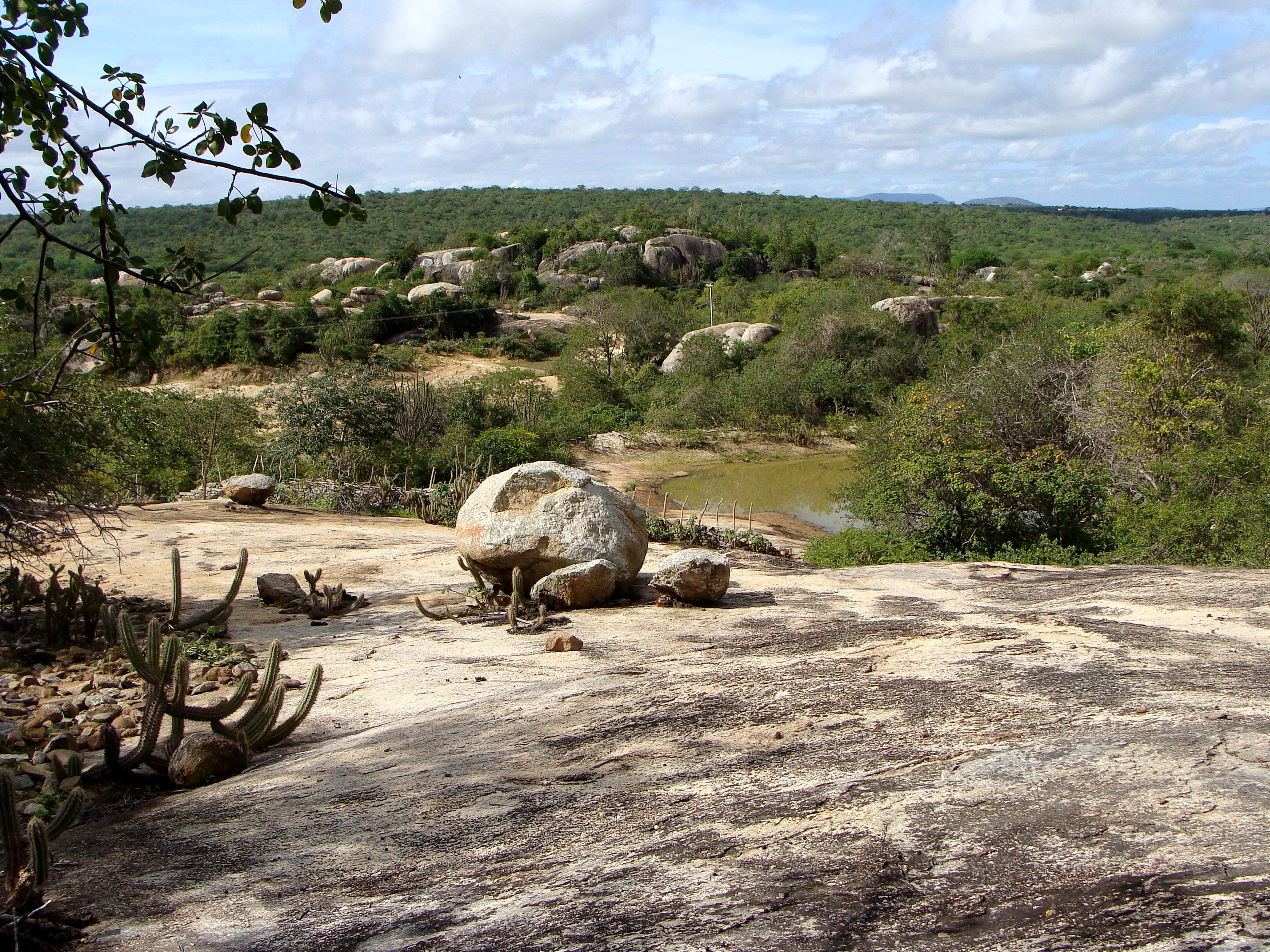
Paisagem da caatinga paraibana

O município de Picuí tem 661,657 quilômetros quadrados. O município de Picuí apresenta-se, de uma forma geral, bastante diversificado, cuja altimetria varia entre 200 e 700 metros, inserido na unidade geomorfológica do Planalto da Borborema, com drenagem temporária, representada pelas bacias hidrográficas do Piranhas e parte do rio Curimataú (à Leste).
Sob o ponto de vista geológico, toda a área encontra-se sobre rochas do chamado Complexo Cristalino, um conjunto de rochas ígneas e metamórficas, existindo também, na região, resquícios de capeamento sedimentar. Devido a natureza dessa região ser de uma origem geomorfológica, geológica e hidrológica complexa, isso contribuiu para que os solos dominantes sejam pouco desenvolvidos e pedregosos (litossolos e regossolos, que estão associados a solos não cálcicos e afloramentos rochosos.
A região está caracterizada pelo bioma caatinga, bem expressiva, porém bastante degradada ao longo do tempo para a exploração da lenha, produção de carvão, ocupação do solo com agricultura e com pasto para a pecuária, além da mineração. Pode-se detectar também que a vegetação predominante nessa região é reflexo do solo, do relevo e do clima predominante; por isso, predomina um alto grau de empobrecimento da vegetação, constituindo-se de extratos compostos por árvores, arvoretas, arbustos e ervas que secam no período de seca.
O clima de Picuí é semiárido, com pouca pluviosidade ao longo do ano. A classificação do clima é BSh segundo a Köppen e Geiger. Tem uma pluviosidade média anual de 365 mm. A incidência solar no município é alta devido ao posicionamento em relação ao eixo da linha do Equador.
| Dados climatológicos para Picuí                                                                          | Dados climatológicos para Picuí | Dados climatológicos para Picuí | Dados climatológicos para Picuí | Dados climatológicos para Picuí | Dados climatológicos para Picuí | Dados climatológicos para Picuí | Dados climatológicos para Picuí | Dados climatológicos para Picuí | Dados climatológicos para Picuí | Dados climatológicos para Picuí | Dados climatológicos para Picuí | Dados climatológicos para Picuí | Dados climatológicos para Picuí |
| Mês | Jan                             | Fev                             | Mar                             | Abr                             | Mai                             | Jun                             | Jul                             | Ago                             | Set                             | Out                             | Nov                             | Dez                             | Ano                             |
| --- | ------------------------------- | ------------------------------- | ------------------------------- | ------------------------------- | ------------------------------- | ------------------------------- | ------------------------------- | ------------------------------- | ------------------------------- | ------------------------------- | ------------------------------- | ------------------------------- | ------------------------------- |
| Temperatura máxima recorde (°C)                                                                          | 35,1                            | 35,2                            | 34,7                            | 35,4                            | 34,9                            | 32,6                            | 31,9                            | 33,6                            | 34,6                            | 36,6                            | 35,1                            | 35,9                            | 36,6                            |
| Temperatura mínima recorde (°C)                                                                          | 20,6                            | 19,5                            | 19,7                            | 19,5                            | 18,1                            | 17,1                            | 14,6                            | 16                              | 17,3                            | 17,7                            | 19,5                            | 19                              | 14,6                            |
| Chuva (mm)                                                                                               | 38,9                            | 50,1                            | 87,1                            | 84,4                            | 43,5                            | 24,5                            | 15,3                            | 5,1                             | 2,3                             | 1,6                             | 2,6                             | 9,7                             | 365,2                           |
| Fonte: AESA (recordes de temperatura: 18/04/2023-presente; precipitação: Atlas Pluviométrico da Paraíba) |                                 |                                 |                                 |                                 |                                 |                                 |                                 |                                 |                                 |                                 |                                 |                                 |                                 |

## Demografia
Em 2010 com o censo demográfico realizado pelo IBGE foi constatado que o município tinha 18.222 habitantes. Da população total 8.953 pessoas são homens enquanto 9.269 são mulheres; 71,31% da população é alfabetizada (12.995 pessoas); 84% dos habitantes (15.469) são católicos, 9% (1.684) são evangélicos e 7% (1069) de ateus, espíritas ou outras crenças.
O Índice de Desenvolvimento Humano Municipal (IDH-M) de Picuí é 0,608 segundo o IBGE-2010, sendo considerado médio para os níveis de classificação do PNUD.

## Organização Político-Administrativa
Sendo um município do Brasil, Picuí é administrada por dois poderes, o executivo e o legislativo, independentes e harmônicos entre si. O primeiro é representado pelo prefeito, auxiliado pelo seu gabinete de secretários e eleito pelo voto popular para um mandato de quatro anos, sendo permitida uma única reeleição para mais um mandato consecutivo, enquanto que o segundo é representado pela Câmara Municipal de Picuí, órgão colegiado de representação dos munícipes que é composto por vereadores também eleitos por sufrágio universal.
As atuais autoridades que ocupam cargos da organização político-administrativa de Picuí são as seguintes (data: 1º de janeiro de 2025):
- Prefeito: José Ranieri Santos Ferreira - PT (2025/-)[16]
- Vice-prefeito: José Patrício de Macedo Dantas - PSB (2025/-)[16]
- Presidente da Câmara: Jozelma Cecília da Costa Dantas - PL (2025/-)[17]

### Subdivisões administrativas
Por ser um município de pequeno porte, Picuí tem um número pequeno de bairros em sua sede (zona urbana), porém também contém inúmeros sítios na zona rural e dois distritos. Os seguintes bairros e distritos, marcam o tracejado do município:
- Centro
- Pedro Salustino
- São José
- JK
- Limeira
- Felizardo Bezerra
- Francisco de Adauto
- Monte Santo
- Cenecista
- Loteamento Pedro Tomaz
- Loteamento Teonília Barros
- Loteamento Novo São José
- Loteamento JK Ville
- Distrito de Santa Luzia do Seridó
- Distrito de Serra dos Brandões

## Economia
O Produto Interno Bruto do município de Picuí é de 102551 mil reais à preços correntes, tendo destaque para a prestação de serviços que representa grande parte da renda bruta municipal. Dessa reanda total 5064 mil reais são de impostos sobre produtos líquidos de subsídios.

### Setor primário
A agricultura é o setor menos relevante da economia de Picuí. De todo o PIB da cidade 3281 mil reais é o valor adicionado bruto da agropecuária. Segundo o IBGE em 2013 o município possuía um rebanho de 6.959 bovinos, 1.360 caprinos, 80 equinos, 29.324 galináceos, 2.495 ovinos, 725 suínos.. Em 2013 a cidade produziu 413 mil litros de leite de 765 vacas e 12 mil dúzias de ovos de galinha. Na lavoura temporária são produzidos principalmente a mandioca(200 toneladas), a batata-doce(80 toneladas), feijão(181 toneladas) e o milho(60 toneladas).. Já na lavoura permanente são produzidos principalmente castanha de caju(60 toneladas), goiaba(12 toneladas), manga(80 toneladas), maracujá(315 toneladas) e agave(80 toneladas)..

### Setor secundário
A indústria atualmente é o segundo setor mais relevante para a economia picuiense 14572	mil reais do PIB municipal são do valor adicionado bruto da indústria (setor secundário). A indústria tem uma representatividade de 14,20% na economia do município paraibano.

### Setor terciário
O setor terciário atualmente é a maior fonte geradora do PIB picuiense 79634 mil reais do PIB municipal são do valor adicionado bruto da prestação de serviços. De acordo com o IBGE a cidade possuía no ano de 2013 287 empresas e 2 812 trabalhadores, sendo 1 550 pessoal ocupado total e 1 262 ocupado assalariado. Salários juntamente com outras remunerações somavam 23 526 mil reais e o salário médio mensal de todo município era de 2 salários mínimos.

## Educação
A cidade abriga um campus do Instituto Federal de Educação, Ciência e Tecnologia da Paraíba (IFPB). Com cursos nas três modalidades de ensino, Médio (técnico integrado); Técnico (Subsequente) e Superior tanto presencial como EaD. Além do mesmo possuir uma pós-graduação.

## Cidadãos notórios
Picuí é a cidade natal do ator, comediante e dublador José Santa Cruz, falecido em abril de 2024.